# Cabo Cope
El cabo Cope es un cabo de España  en aguas del mar Mediterráneo, uno de los salientes de tierra de origen calcáreo que se adentran en el golfo de Mazarrón (entre el cabo de Palos y el cabo de Gata). El cabo, administrativamente, pertenece al municipio  de Águilas,  en la Región de Murcia.
En el lado de levante del cabo Cope está la ensenada de la Fuente, así denominada por la fuente de agua dulce con una fortificación denominada Torre de Cope o del Santo Cristo. En lado de poniente se encuentra la pedanía de Calabardina. 
Se encuentra en la red Natura 2000 como LIC-Cabo de Cope, y pertenece asimismo a la ZEPA Sierra de la Almenara, Moreras y Cabo Cope.
Se proyectó la construcción de un Macrocomplejo en este entorno de la costa Mediterránea (véase Proyecto urbanístico Marina de Cope para más información).
El 22 de abril de 2020, la organización ecologista ANSE anunció la compra de 270 hectáreas para la preservación y conservación del cabo.
La compra se hizo efectiva y en la actualidad Cabo Cope es propiedad de ANSE, si bien la comunidad autónoma de la Región de Murcia intenta ejercer el derecho de retracto sobre los terrenos pero no ha podido hacerlo efectivo.
Está previsto que se apruebe Cabo Cope como reserva marina. Hay dos reservas marinas declaradas en la Región de Murcia, Cabo Tiñoso y Cabo de Palos.